# 花色
花色，是指傳統遊戲牌上的符號，牌正面會印有不同符號與數量來代表牌的種類與數字。
| 拉丁式花色   | 拉丁式花色     | 拉丁式花色        | 拉丁式花色      | 拉丁式花色      |
| ------------ | -------------- | ----------------- | --------------- | --------------- |
| 意大利纸牌   | 杯 （Coppe）   | 硬币 （Denari）   | 杖 （Bastoni）  | 剑 （Spade）    |
| 西班牙纸牌   | 杯 （Copas）   | 硬币 （Oros）     | 杖 （Bastos）   | 剑 （Espadas）  |
| 日耳曼式花色 |                |                   |                 |                 |
| 瑞士纸牌     | 蔷薇 （Rosen） | 铃铛 （Schellen） | 橡果 （Eichel） | 盾 （Schilten） |
| 德国纸牌     | 心 （Herz）    | 铃铛 （Schellen） | 橡果 （Eichel） | 树叶 （Laub）   |
| 法国纸牌     | 红心           | 钻石              | 三叶草          | 矛              |

## 各地遊戲牌的花色
各國的傳統遊戲牌花色都不同，通常有四種。撲克牌分為四種花色。德國為紅心、鈴鐺、櫟果、樹葉；意大利的小阿爾克那、西班牙牌為硬幣、棍棒、聖杯、寶劍；瑞士牌為鈴鐺、玫瑰、盾牌、櫟果。撲克牌花色同前身的法國塔羅牌，花色為矛頭♠、紅心♥、三葉草♣、鑽石♦。在中國翻译為黑桃、紅桃、梅花、方塊。
麻將、水滸牌、南通長牌等一些中國傳統紙牌分為三種花色，例如萬貫、索子（條）、文錢（餅）。保存有四門花色的有六虎牌、六紅牌。
日本從天正札改來的株札，只剩棍棒的花色。嗚吋札有五種花色。

## 符號編碼
花色符號編碼記載於雜項符號。
- U+2660 ♠ BLACK SPADE SUIT
- U+2661 ♡ WHITE HEART SUIT
- U+2662 ♢ WHITE DIAMOND SUIT
- U+2663 ♣ BLACK CLUB SUIT
- U+2664 ♤ WHITE SPADE SUIT
- U+2665 ♥ BLACK HEART SUIT
- U+2666 ♦ BLACK DIAMOND SUIT
- U+2667 ♧ WHITE CLUB SUIT

## 外部連結
- Names of ranks of court cards and suits in various languages （页面存档备份，存于）
- The Games Journal article on card decks （页面存档备份，存于）
- Stardeck (with rules for 5-suited Poker and Spades) （页面存档备份，存于）
- Empire Deck (with rules for 5- and 6-suited Rummy and Hearts)
- Super-Bridge （页面存档备份，存于） A reprinted article by Time Magazine from 1938, describing origins of five-suited bridge decks
- the Discordian Tarot （页面存档备份，存于）
- Five Crowns, a 5-suits deck
- 5°Dimension （页面存档备份，存于）, a deck with 5 suits of 16 cards each